# Volkswagen Motorsport
Volkswagen Motorsport es el departamento deportivo de Volkswagen, que gestiona las participaciones de la marca en los deportes de motor, principalmente en competiciones de rally, rallycross y circuitos. Fundado en 1966 tiene su sede en la ciudad alemana de Hannover y su director deportivo actual es Sven Smeets. La marca ha participado desde mediados del siglo XX en numerosas categorías de automovilismo. 
Entre los éxitos más destacados figuran los títulos de marcas y pilotos en el Campeonato Mundial de Rally de 2013 y 2014, así como el Campeonato de Rally Grupo A de 1986. Además, obtuvo cuatro victorias en el Rally Dakar de 1980, 2009, 2010 y 2011.
Volkswagen participa desde 2013 en el Campeonato Mundial de Rallycross y el Campeonato Global de Rallycross. También ha competido oficialmente en las 24 Horas de Nürburgring, es organizador de copas monomarca como la Fórmula Vee y la Copa Scirocco R, y ha participado como motorista en la Fórmula 3.

## Historia
El departamento nació en 1966 al crear la Fórmula Vee, sirviendo de trampolín para pilotos como Niki Lauda o Keke Rosberg. También impulsó la Formula König y la Formula Volkswagen. Entre 1979 y 1994 ganó 55 títulos internacionales como constructor en la Fórmula 3, entre ellos siete en Alemania. Desde 2007 participa en la Fórmula 3 Euro Series, desde 2008 en la Fórmula 3 alemana y desde 2009 en la Fórmula 3 Británica, venciendo en 2009 en Alemania y Gran Bretaña y en 2010 las tres competiciones.
Las primeras participaciones en los rallyes fueron en la década de 1970. El VW Escarabajo fue uno de los primeros modelos que se vieron en competición, en manos de pilotos como Björn Waldegard o Tony Fall. En 1975 introdujo el Volkswagen Golf GTI tanto en versiones gasolina como diésel. En 1976 el departamento se asentó definitivamente en la ciudad de Hannover.
En los año 1980 promocionó a jóvenes talentos gracias a la Copa Golf de rally y logró su primer gran éxito al ganar el Campeonato de Grupo A en 1986 gracias al piloto sueco Kenneth Eriksson. La marca alemana también hizo incursiones en el Rally Dakar, siendo la primera en 1980 donde venció en la categoría de coches, éxito que repitió en 2009, 2010 y 2011 con el Volkswagen Touareg.
En 2014 participó en la modalidad de rallycross, concretamente en el Campeonato Global de Rallycross en el equipo Andretti Autosport, primero con el Volkswagen Polo y posteriormente con el Volkswagen Beetle.

## Campeonato Mundial de Rally

### Temporadas 1984 - 1990
Volkswagen debutó en el Campeonato del Mundo de Rally en 1984 con el sueco Karl Grundel a bordo del Volkswagen Golf GTi. Fue noveno en el Rally de Montecarlo de 1984 y sumó los primeros puntos para un modelo de la marca alemana. Luego fue séptimo en Portugal y sexto en San Remo. Al año siguiente los alemanes Jochi Kleint y Franz Wittman disputaron también varias pruebas sueltas. El mejor resultados fue dos novenos de Wittman en Grecia y San Remo. En 1986 Kenneth Eriksson participó con la marca en un programa más amplio. Corrió diez pruebas y el quinto de Argentina fue su mejor puesto. Terminó décimo en el campeonato de pilotos y sus puntos junto con los de Wittman permitieron a la marca terminar tercera en el campeonato de constructores.
En 1987 con Eriksson y Erwin Weber el equipo disputó de nuevo el calendario de manera parcial. El sueco fue tercero en Portugal, logrando el primer podio para Volkswagen en una prueba del campeonato del mundo. Luego abandonó en las siguientes tres pruebas, pero acudió a Nueva Zelanda donde terminó segundo por detrás del Lancia Delta HF 4WD del austríaco Franz Wittmann por una diferencia de cuarenta y siete segundos. Luego fue cuarto en Argentina donde su compañero fue tercero y luego viajó hasta Costa de Marfil donde logró la primera victoria para la marca. Además su compañero de equipo Webber fue tercero. 
Las participaciones de Volkswagen en los siguientes años fueron de manera ocasional. Weber y el sueco Lars-Erik Torph participaron en el Safari de 1988 con doble abandono, prueba a la que la marca acudió de nuevo en 1989 con el propio Weber y Stig Blomqvist, este último con un tercer puesto. Al año siguiente Erwin Weber disputó tres pruebas con el Volkswagen Golf Rallye G60 consiguiendo un podio en Nueva Zelanda.

### Temporadas 2011-2012

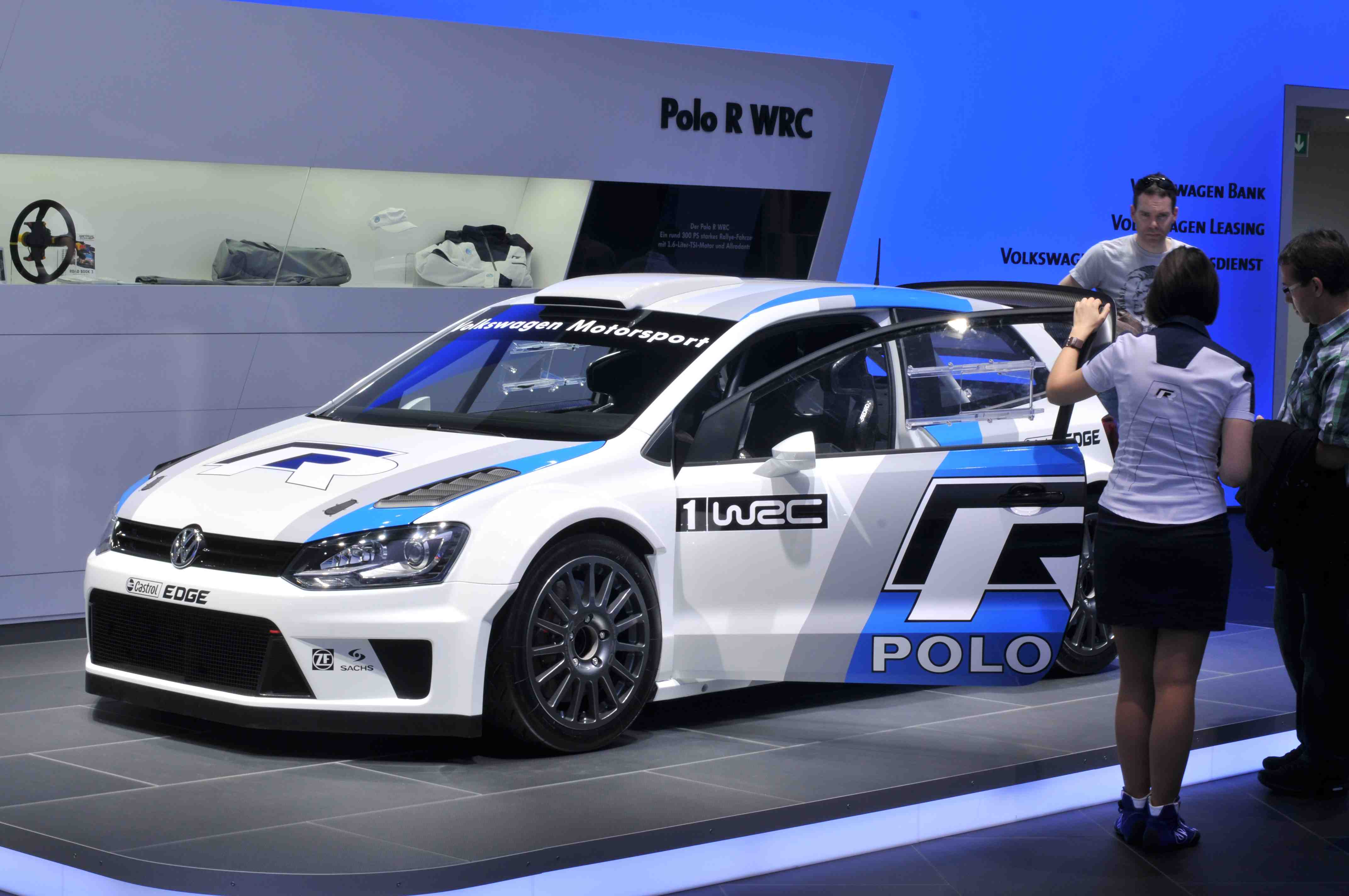
El Volkswagen Polo R WRC durante su presentación.

Durante 2011 Volkswagen participó de manera ocasional con el Škoda Fabia S2000, modelo de la filial Škoda con la que forma grupo. Hasta siete pilotos distintos participaron en alguna prueba, aunque ninguno logró un resultado notable. Al mismo tiempo comenzó el desarrolló del Volkswagen Polo R WRC, que sería el primer World Rally Car de la marca y con el que hizo sus primeros test en noviembre de ese mismo año en la localidad de Tréveris (Alemania). El piloto español Carlos Sainz fue uno de los pilotos encargados de la tarea, junto a Ulrich Hackenberg, también miembro de la directiva de Volkswagen.
La marca alemana hizo su debut como equipo oficial en el Campeonato Mundial de Rally en la temporada 2013. Contó con Carlos Sainz como asesor y a Sebastien Ogier como piloto. Aunque inicialmente se pretendía encontrar un piloto alemán para el equipo durante 2011 la marca estuvo vigilando a diferentes pilotos que compitieron en el mundial. En el Rally de Finlandia de ese año, comenzó la búsqueda y análisis de jóvenes promesas. Entre otros Kevin Abbring, Joonas Lindroos y Andreas Mikkelsen tuvieron una oportunidad corriendo con el Škoda Fabia S2000 en los rallyes de Finlandia y Alemania. Finalmente tras la marcha del francés Ogier del equipo Citroën al final de la temporada 2011 y aunque inicialmente se lo vinculaba con el equipo Ford, Volkswagen lo contrató para competir de manera oficial en la temporada 2013, mientras que realizó la campaña 2012 como privado a bordo de un Škoda Fabia S2000.
En el mes de octubre de 2012 Volkswagen fichó al piloto finés Jari-Matti Latvala para formar equipo con Ogier en la temporada 2013.

### Temporada 2013
En el mes de diciembre de 2012 equipo oficial para la temporada 2013 fue presentado en el Sporting Club del principado de Mónaco dando a conocer a los tres pilotos definitivos: Ogier, Latvala y Andreas Mikkelsen que comenzó a pilotar a partir del Rally de Portugal.

### Resultados
- Última temporada.

| Año  | Vehículo              | Pilotos            | 1     | 2     | 3      | 4      | 5     | 6     | 7     | 8     | 9       | 10    | 11     | 12    | 13      | Pos. | Puntos | Pos. | Puntos |
| ---- | --------------------- | ------------------ | ----- | ----- | ------ | ------ | ----- | ----- | ----- | ----- | ------- | ----- | ------ | ----- | ------- | ---- | ------ | ---- | ------ |
| 2014 | Volkswagen Polo R WRC | Sébastien Ogier    | MON 1 | SWE 6 | MEX 1  | POR 1  | ARG 2 | ITA 1 | POL 1 | FIN 2 | DEU Ret | AUS 1 | FRA 13 | ESP 1 | GBR 1   | 1.º  | 445    | 1.º  | 267    |
| 2014 | Volkswagen Polo R WRC | Jari-Matti Latvala | MON 5 | SWE 1 | MEX 2  | POR 14 | ARG 1 | ITA 3 | POL 5 | FIN 1 | DEU Ret | AUS 2 | FRA 1  | ESP 2 | GBR 8   | 1.º  | 445    | 2°   | 218    |
| 2014 | Volkswagen Polo R WRC | Andreas Mikkelsen  | MON 7 | SWE 2 | MEX 19 | POR 4  | ARG 4 | ITA 4 | POL 2 | FIN 4 | DEU 3   | AUS 3 | FRA 2  | ESP 7 | GBR Ret | 1.º  | 445    | 3.º  | 150    |

## Rally Dakar
La marca alemana ha competido en el Rally Dakar con diversos éxitos. Ganó cuatro ediciones: 1980, 2009, 2010 y 2011, siempre en la categoría de coches. La primera de ellas, en 1980, con el piloto sueco Freddy Kottulinsky, que conducía un Volkswagen Iltis. Más recientemente con el Volkswagen Touareg ganó tres ediciones consecutivas, con los pilotos Giniel de Villiers, Carlos Sainz y Nasser Al-Attiyah.

## Campeonato Mundial de Rallycross

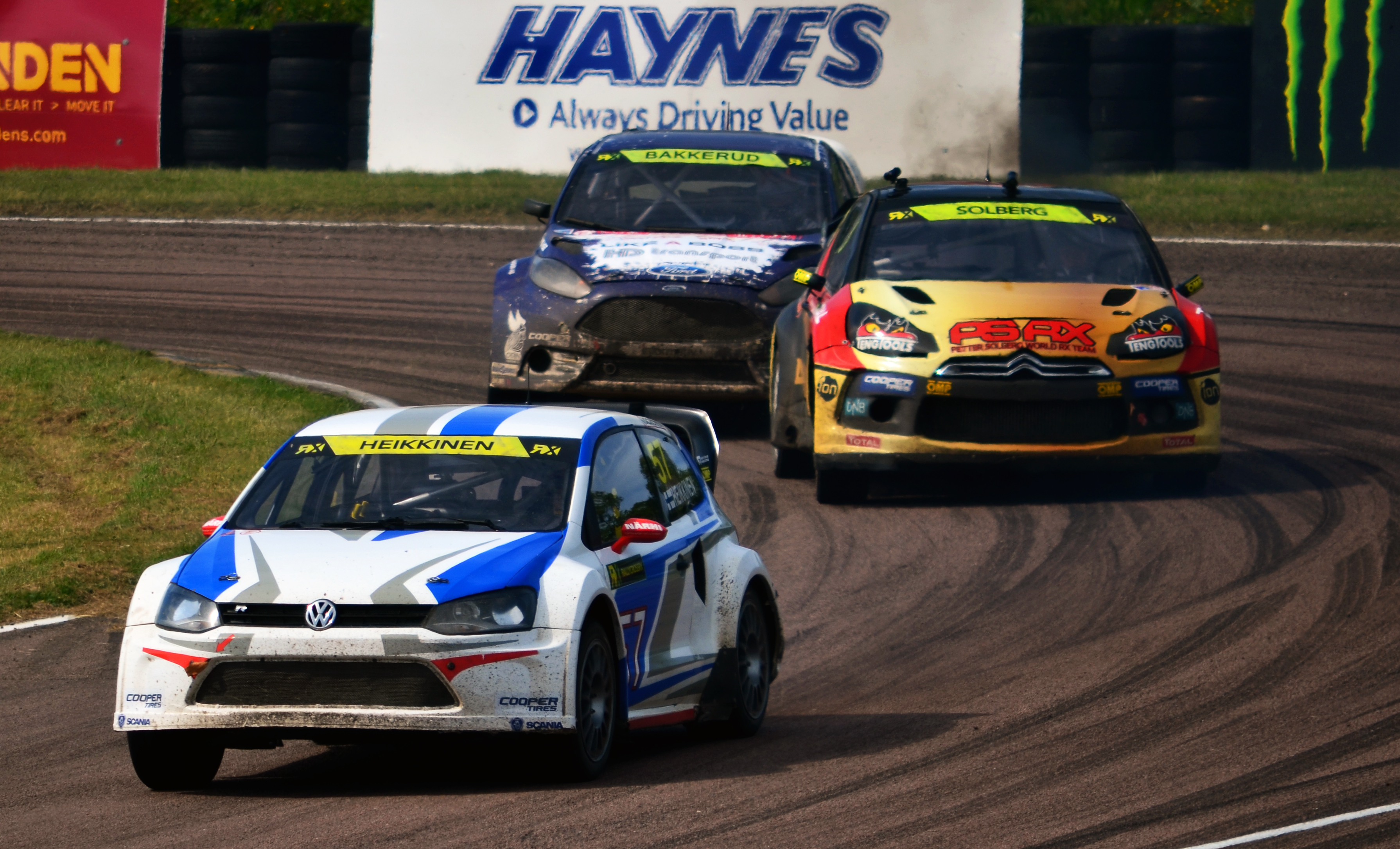
Toomas Heikkinen con el VW Polo perseguido por Petter Solberg y Andreas Bakkerud durante la cita en Gran Bretaña del campeonato de rallycross.

Volkswagen participó en la primera edición del Campeonato Mundial de Rallycross, certamen estrenado en 2014, con los pilotos Toomas Heikkinnen y Anton Marklund, ambos con sendos Volkswagen Polo. Disputaron la categoría principal, Supercar y mientras que el primero logró una victoria en la sexta cita, Bélgica, el segundo logró un podio en Canadá.

## Campeonato Global de Rallycross
La marca disputó la temporada 2013 del Campeonato Global de Rallycross con el equipo Marklund Motorsport en el que participaron hasta cuatro pilotos con el Volkswagen Polo: Buddy Rice, Mattias Ekström, Timur Timerzyanov y Anton Marklund. Ninguno disputó el calendario completo y el mejor de ellos fue Timerzyanov que terminó decimocuarto en el campeonato de pilotos.
En 2014 dos equipos participaron con modelos Volkswagen: Andretti Autosport y Marklund Motorsport. El primero contó con Tanner Foust y Scott Speed y en el segundo Toomas Heikkinen y Anton Marklund. Foust consiguió una victoria y participó tanto con el Polo como con el Volkswagen Beetle. Su compañero Speed sumó tres victorias. Por su parte Marklund y Heikkinen solo hicieron una salida con resultados discretos, y sin obtener ningún punto. Los resultados permitieron a la marca lograr el subcampeonato en el campeonato de constructores.

## Estructura

### Dirección

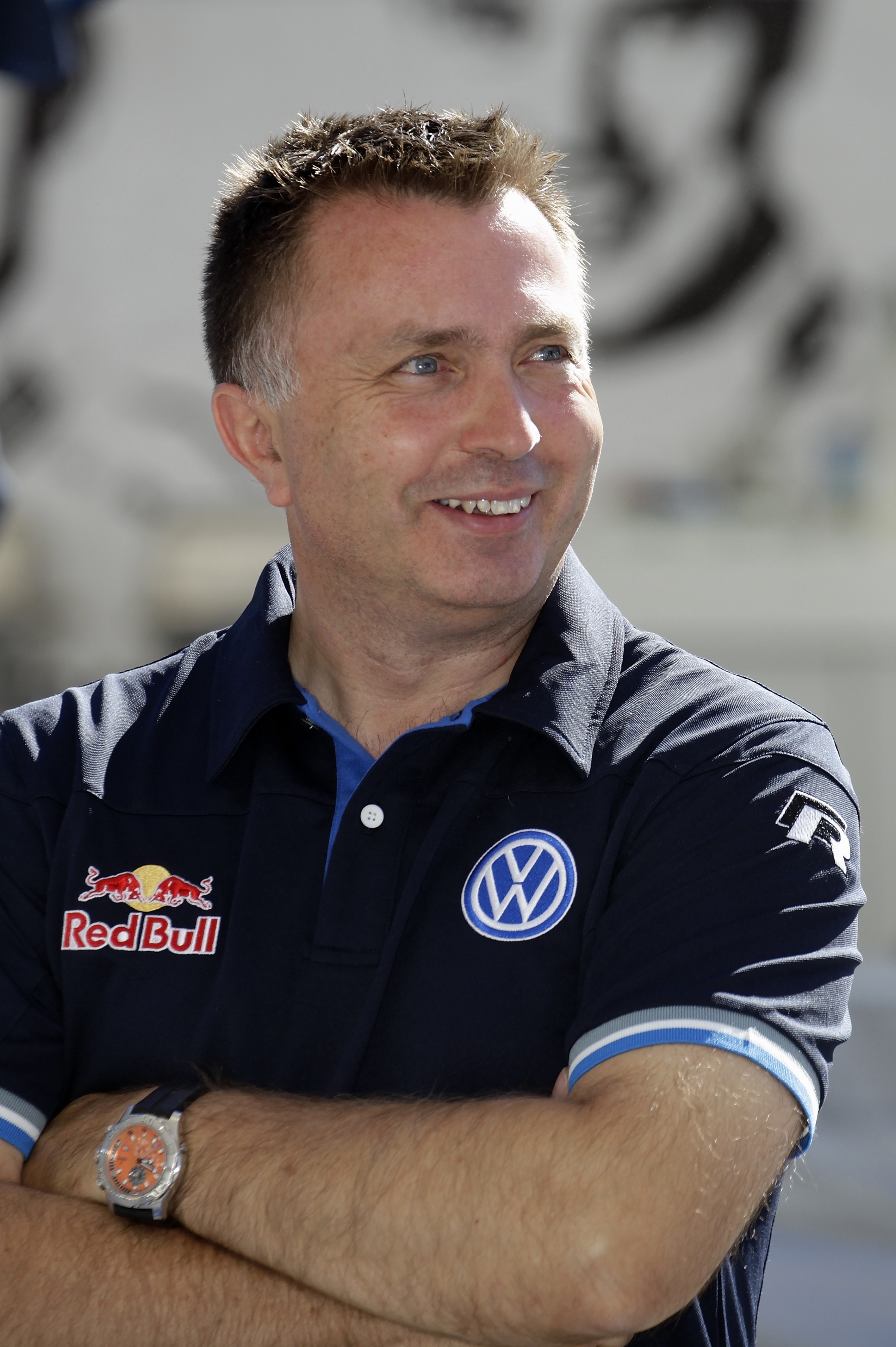
Jost Capito, actual director deportivo.

Director deportivo
- Sven Smeets
- Klaus-Peter Rosorius (1986-1990)[21]

Team manager
- Kirsten Zimmermann[22]

Ingeniero jefe
- Francois-Xavier Demaison
- Andreas Hansch (1988-1990)[23]

### Patrocinadores
Patrocinadores de la marca en el WRC, Copa Scirocco y Fórmula 3.
| - Red Bull - Castrol - Michelin - ZF - OMP - Motorsport-Total.com - Salomo - Stilo - TAG Heuer | - Alles super - ATS LeichmetallrÄder - Autostadt - BT Bremsen Technik - Deutsche Post Speed Academy - Dunlop - Gazprom - Memotec - Scania | - SSi SCHÄFER - Textar - Volkswagen R - Volkswagen Service - Volkswagen Zubehör |

### Automóviles
- Volkswagen Golf GTi
- Volkswagen Golf GTi G60
- Volkswagen Golf TDI
- Volkswagen Lupo
- Volkswagen Polo
- Volkswagen Polo S2000
- Volkswagen Polo R WRC
- Volkswagen Iltis
- Volkswagen Race Touareg
- Volkswagen Beetle
- Volkswagen Scirocco
- Škoda Fabia S2000